# ویلیام ال. اسکات
ویلیام ال. اسکات (به انگلیسی: William L. Scott) سناتور سابق عضو حزب جمهوری‌خواه ایالات متحده آمریکا بود. وی در سال ۱۹۷۳ تا ۱۹۷۹ میلادی سناتور ایالت ویرجینیا در سنای ایالات متحده آمریکا بود.